# Ананьинский сельсовет (Коробовский район)
Ананьинский сельсовет — упразднённая административно-территориальная единица, существовавшая на территории Коробовского района Московской области до 1959 года. Административным центром была деревня Ананьинская.

## История
В 1923 году Ананьинский сельсовет входил в состав Дмитровской волости Егорьевского уезда Московской губернии.
В 1925 году в состав Ананьинского сельсовета вошла территория упразднённых Ершовского (деревни Ершовская и Першино) и Волосунинского сельсоветов (деревня Волосунино), но уже в 1926 году сельсоветы были вновь восстановлены.
На 1 января 1927 года в состав Ананьинского сельсовета входили деревни Ананьинская, Широково и село Ланино.
В ходе реформы административно-территориального деления СССР в 1929 году Ананьинский сельсовет вошёл в состав Дмитровского района Орехово-Зуевского округа Московской области. В 1930 году округа были упразднены, а Дмитровский район переименован в Коробовский.
В 1936 году в состав сельсовета включены селения упразднённых Ершовского (деревни Ершовская и Першино), Волосунинского (деревня Волосунино) и Малеиховского сельсоветов (деревня Малеиха).
В 1954 году к Ананьинскому сельсовету присоединён Горский сельсовет.
В 1959 году Ананьинский сельсовет был упразднён, а его территория разделена между Шараповским (деревни Гора, Кузнецы, село Остров (Зачатье) и посёлок Саматиха) и Михайловским сельсоветами (деревни Ананьинская, Першино, Ершовская, Широково, Волосунино, Малеиха и село Ланино).